# Oratosquilla fabricii
Oratosquilla fabricii är en kräftdjursart som först beskrevs av Lipke Bijdeley Holthuis 1941.  Oratosquilla fabricii ingår i släktet Oratosquilla och familjen Squillidae. Inga underarter finns listade i Catalogue of Life.